# Betasyrphus fletcheri
Betasyrphus fletcheri är en tvåvingeart som beskrevs av Ghorpade 1994. Betasyrphus fletcheri ingår i släktet Betasyrphus och familjen blomflugor. Inga underarter finns listade i Catalogue of Life.